# Factor de ruido
En telecomunicaciones, la magnitud del ruido generado por un dispositivo electrónico u óptico, por ejemplo un amplificador, se puede expresar mediante el denominado factor de ruido (f), que es la degradación de la relación señal/ruido provocada por el dispositivo, cuando el ruido en su entrada es el que corresponde a la temperatura estándar T0 (normalmente 290 K).

## Definición
El factor de ruido (f) se define como:
{\displaystyle f={\frac {\mathrm {snr} _{\mathrm {in} }}{\mathrm {snr} _{\mathrm {out} }}}}
donde snrin y snrout son la relación señal/ruido a la entrada y salida respectivamente. Las cantidades snr son cocientes de potencias, en unidades lineales (por ejemplo mw). 
Sin embargo, como los valores de relación señal/ruido suelen expresarse en forma logarítmica, normalmente en decibelios, es habitual expresar el factor de ruido también en decibelios, llamado también figura de ruido, expresado como:
{\displaystyle \mathrm {F(dB)} =10\log(f)=10\log \left({\frac {\mathrm {snr} _{\mathrm {in} }}{\mathrm {snr} _{\mathrm {out} }}}\right)=\mathrm {SNR} _{\mathrm {in} }\mathrm {(dB)} -\mathrm {SNR} _{\mathrm {out} }\mathrm {(dB)} }
donde SNRin(dB) y SNRout(dB) están en decibelios.
Estas fórmulas sólo son válidas cuando el ruido entrante es igual al ruido de referencia (nr). El ruido de referencia es el que generaría una fuente pasiva a la temperatura física estándar T0 (normalmente 290 K).

## Potencia de ruido equivalente
Puede considerarse que todo el ruido generado por el dispositivo (ruido equivalente) se suma al ruido entrante, entonces:
{\displaystyle \mathrm {n} _{\mathrm {out} }=\mathrm {g} \mathrm {n} _{\mathrm {in} }+\mathrm {g} \mathrm {n} _{\mathrm {e} }}
{\displaystyle \mathrm {s} _{\mathrm {out} }=\mathrm {g} \mathrm {s} _{\mathrm {in} }}
donde nin, nout, son las potencias de ruido a la entrada y salida, sin, sout, son las potencias de señal a la entrada y salida, y g, ne, son la ganancia (o la inversa de las pérdidas) y la potencia de ruido equivalente del dispositivo, respectivamente. Todo ello expresado en unidades lineales.
Aplicando la definición del factor de ruido (lo que obliga a que {\displaystyle n_{\mathrm {in} }=n_{\mathrm {r} }}), se obtiene que:
{\displaystyle f=1+{\frac {n_{e}}{n_{r}}}}
Un atenuador tiene un factor de ruido f igual a sus pérdidas l cuando su temperatura física es T0. En general, si el atenuador se encuentra a una temperatura física T, su potencia de ruido equivalente es {\displaystyle n_{\mathrm {e} }=(l-1)n(T)}, dando un factor de ruido:
{\displaystyle f=1+{\frac {(l-1)n(T)}{n_{r}}}}
donde n(T) es la potencia de ruido que corresponde a una fuente pasiva a la temperatura física T.
Para calcular el factor de ruido equivalente de una serie de dispositivos en cascada, se usa la Fórmula de Friis:
{\displaystyle f=f_{1}+{\frac {f_{2}-1}{g_{1}}}+{\frac {f_{3}-1}{g_{1}g_{2}}}+{\frac {f_{4}-1}{g_{1}g_{2}g_{3}}}+\cdots +{\frac {f_{k}-1}{g_{1}g_{2}g_{3}\cdots g_{k-1}}},}
Donde {\displaystyle f_{k}} es el factor de ruido del k-ésimo componente y {\displaystyle g_{k}} su ganancia.

## Altas y bajas frecuencias
La potencia de ruido {\displaystyle n(\nu ,T)} que genera una fuente pasiva monomodo, en una única polarización, a la temperatura física T y a la frecuencia {\displaystyle \nu \,} es:
{\displaystyle n(\nu ,T)={\frac {h\nu B}{e^{\frac {h\nu }{kT}}-1}}+{\frac {h\nu B}{2}}=u(\nu ,T)+{\frac {h\nu B}{2}}}
donde {\displaystyle h\nu } es la energía del fotón, k es la constante de Boltzmann y  B es un ancho de banda lo suficiente pequeño para que la densidad espectral de potencia pueda considerarse constante. 
El primer sumando de la ecuación, {\displaystyle u(\nu ,T)}, es la potencia térmica radiada en un solo modo según la ley de Planck, y el segundo, {\displaystyle h\nu B/2}, es el ruido cuántico en un modo. Aunque el ruido cuántico, o fluctuación en el punto cero no es medible directamente debe ser considerado para cumplir con el principio de incertidumbre de Heisenberg.
Para bajas frecuencias o altas temperaturas ({\displaystyle h\nu \ll kT}), la potencia de ruido se reduce a la ley de Rayleigh-Jeans o ruido de Johnson-Nyquist, y el ruido de referencia puede escribirse como: {\displaystyle n_{r}=kT_{0}B}. El factor de ruido queda como:
{\displaystyle f=1+{\frac {T_{e}}{T_{0}}}}
donde Te es la temperatura de ruido equivalente del dispositivo.
Para altas frecuencias o bajas temperaturas ({\displaystyle h\nu \gg kT}), por ejemplo en transmisión por fibra óptica, la potencia de ruido es básicamente el ruido cuántico. El ruido de referencia puede escribirse entonces como: {\displaystyle n_{r}=h\nu B/2}. A frecuencias ópticas es habitual expresar el factor de ruido de un dispositivo en función de la potencia de emisión espontánea amplificada (ASE, por sus siglas en inglés) que dicho dispositivo genera. Como {\displaystyle \mathrm {p} _{\mathrm {ASE} }=\mathrm {g} \mathrm {u} _{\mathrm {e} }}, y además {\displaystyle \mathrm {u} _{\mathrm {out} }=\mathrm {g} \mathrm {u} _{\mathrm {in} }+\mathrm {g} \mathrm {u} _{\mathrm {e} }}, entonces:
{\displaystyle f={\frac {1}{g}}+{\frac {\mathrm {2p} _{\mathrm {ASE} }}{\mathrm {gh\nu B} }}}
donde pASE es la potencia de emisión espontánea amplificada, en un modo y una única polarización, expresada en unidades lineales.
El ruido equivalente (ne) mínimo teórico de cualquier amplificador de alta ganancia tiende a {\displaystyle h\nu B/2} (ruido cuántico). Esto explica por qué el factor de ruido mínimo teórico de un amplificador óptico clásico de alta ganancia no puede ser menor que 2 (3 dB), mientras que en el caso eléctrico el límite inferior es 1 (0 dB).